# Legend of the Seas
Legend of the Seas — головное круизное судно класса Vision, находящееся в собственности компании Royal Caribbean Cruises Ltd. и эксплуатируемое оператором Royal Caribbean International было построено во Франции на верфи Chantiers de l'Atlantique в Сен-Назер в 1994 году.
Серия из шести судов включает в себя также суда-близнецы Splendour of the Seas, Grandeur of the Seas, Rhapsody of the Seas, Enchantment of the Seas и собственно Vision of the Seas. Название класс получил по последнему судну серии. Крёстной матерью судна является Синди Прицкер (Cindy Pritzker).

## История судна

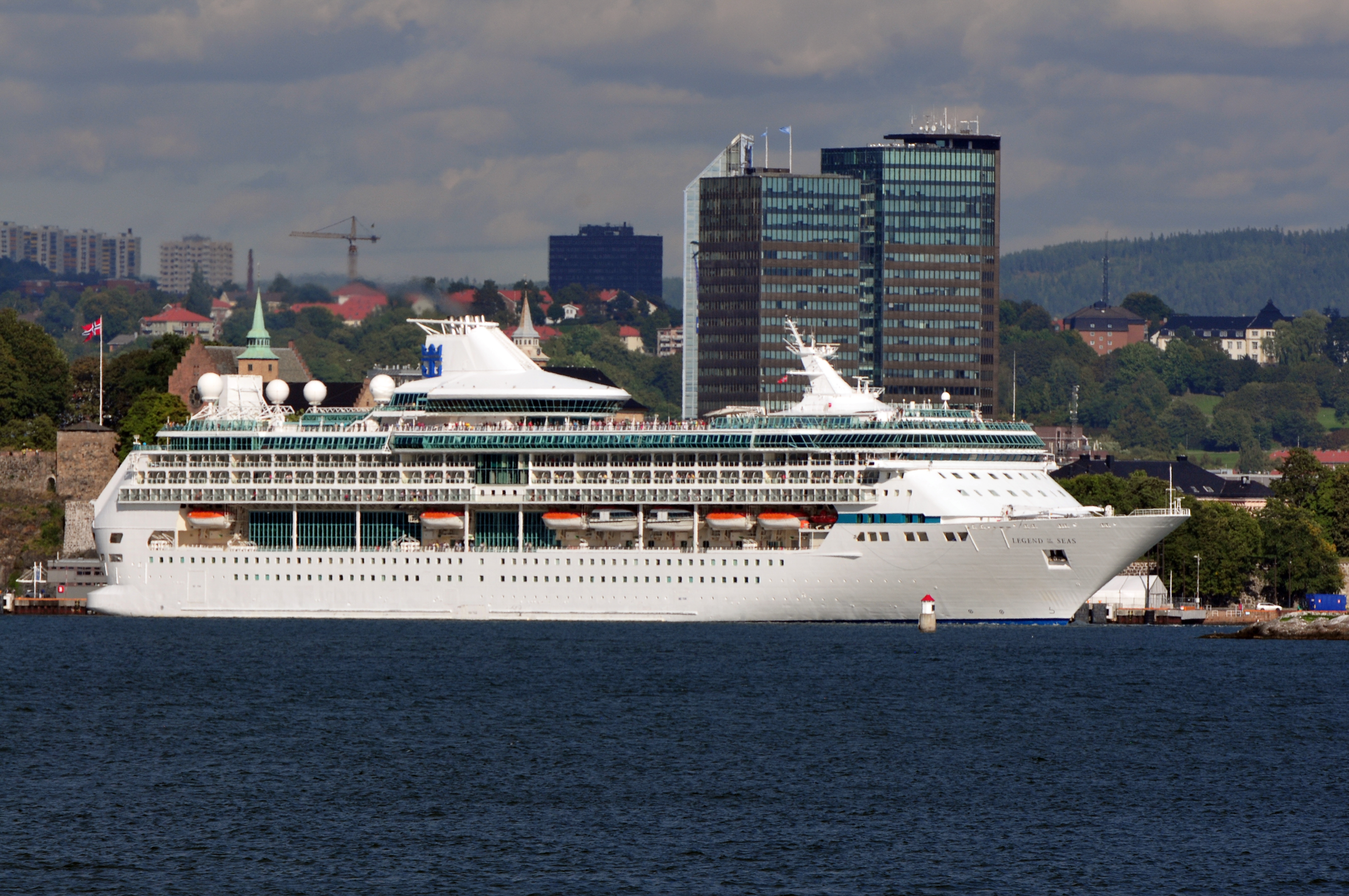
Legend of the Seas 2014 в Осло

Legend of the Seas было построено во Франции на верфи Chantiers de l'Atlantique в Сен-Назер в 1994 году.
Первый рейс состоялся 16 мая 1995 г. Судно используется в круизах по Азиатским странам (Япония, Корея, Китай, Малайзия), в различных вариантах, продолжительностью от 3 до 7 и от 13 до 14 ночей.
С 1 по 11 сентября 2012 года Legend of the Seas служил плавучим отелем для гостей саммита АТЭС во Владивостоке.

## Развлечения на борту
Legend of the Seas и Splendour of the Seas немного отличаются от последующих судов класса Vision, поскольку они являются единственными судами данного класса, на которых установлена одна площадка для гольфа при том, что их валовая вместимость меньше на 5.000 брт. На других судах класса Vision нет площадки для гольфа и имеют водоизмещение 80.000 — 83.000 тонн.
К услугам 2076 пассажиров каюты четырёх классов.
- Особенности:
  - скалодром
  - столовые со стеклянными стенами
  - Casino RoyaleSM
  - солярий
  - мини-гольф на 9 лунок
  - SPA
  - фитнес-центр[6].